# Franco Ongarato
Franco Ongarato (* 29. Mai 1949 in Padova, Italien) ist ein ehemaliger italienischer Radrennfahrer.

## Sportliche Laufbahn
Bei seinem Etappensieg in der Internationalen Friedensfahrt 1971 belegte er den 29. Platz im Endklassement. Bei der Olympiade 1972 in München gehörte er zu den 224 italienischen Athleten. Im olympischen Straßenrennen schied er allerdings aus. 
Er war nur zwei Jahre Profi:
- 1973	in der Mannschaft Dreherforte aus Italien
- 1974	in der Mannschaft Filcas aus Italien

Er konnte in dieser Zeit kein Rennen gewinnen, nahm 1973 am Giro d' Italia teil (117. Platz). Seine beste Platzierung als Berufsfahrer war der dritte Platz im Rennen von Sassari nach Cagliari 1973.

## Palmarès
| Jahr | Erfolg | Erfolg            | Rennen            |
| ---- | ------ | ----------------- | ----------------- |
| 1970 | 2.     | 11. Etappe        | Milk Race         |
| 1971 | Sieger | 1. Etappe         | Friedensfahrt     |
| 1971 | 2.     | 2. Etappe         | Friedensfahrt     |
| 1972 | 2.     | 1. Etappe         | Tour de l’Avenir  |
| 1972 | Sieger | 7. Etappe         | Tour de l’Avenir  |
| 1973 | 3.     | 3. Etappe         | Tirreno–Adriatico |
| 1973 | 3.     | 4. Etappe, Teil b | Tirreno–Adriatico |
| 1973 | 3.     | 5. Etappe, Teil a | Tirreno–Adriatico |
| 1973 | 3.     | 9. Etappe         | Giro d’Italia     |
| 1973 | 8.     | 8.                | Mailand–Sanremo   |
| 1974 | 3.     | 3. Etappe         | Giro di Sardegna  |